# 永善方竹
永善方竹（学名：Chimonobambusa tuberculata）为禾本科方竹属下的一个种。

## 扩展阅读
- 維基物種上的相關：永善方竹